# Małopolskie Centrum Nauki w Krakowie
Małopolskie Centrum Nauki Cogiteon – centrum nauki, instytucja kultury Województwa Małopolskiego. Jej celem jest edukacja przez zabawę i angażowanie się w samodzielne lub zespołowe eksperymenty naukowe, projekty badawcze i społeczne.
Formalnie instytucja powstała w grudniu 2017 roku. Do połowy 2022 w krakowskiej dzielnicy Czyżyny ma powstać siedziba, zgodnie z koncepcją przygotowaną przez wrocławskie biuro Heinle, Wischer und Partner Architekci. Projekt został wyłoniony w drodze konkursu architektonicznego. Jego wyniki zostały ogłoszone 17 lutego 2018 roku. Szacunkowa wartość projektu to ok. 120 mln zł.
W budynku znajdzie się m.in. wystawa stała, której tematem głównym będzie człowiek.
Do momentu realizacji inwestycji budowlanej, Centrum ma zamiar realizować swoją misję m.in. poprzez działalność Wystawy Mobilnej „Naukowiej”. Ekspozycja funkcjonuje od lutego 2019 roku i mieści się w rozsuwanej naczepie. Na jej pokładzie znajduje się kilkanaście eksponatów poświęconych tematyce powietrza. Wystawa ma odwiedzić wszystkie gminy w województwie małopolskim.
Pomimo braku prawomocności decyzji o wpisie do rejestru zabytków krajobrazu kulturowego oraz braku rozpatrzenia skarg na wydane pozwolenie na budowę, pod koniec marca 2021 r. rozpoczęto prace budowlane. W drugim tygodniu maja tego samego roku ostateczna decyzja o wpisie do rejestru została podpisana, natomiast wszystkie odwołania oddalone.
5 kwietnia 2024 r. generalny wykonawca budowy przekazał budynek Centrum Nauki. Jednocześnie ogłoszono termin uroczystości otwarcia na 21 i 22 czerwca 2024r.

## Galeria

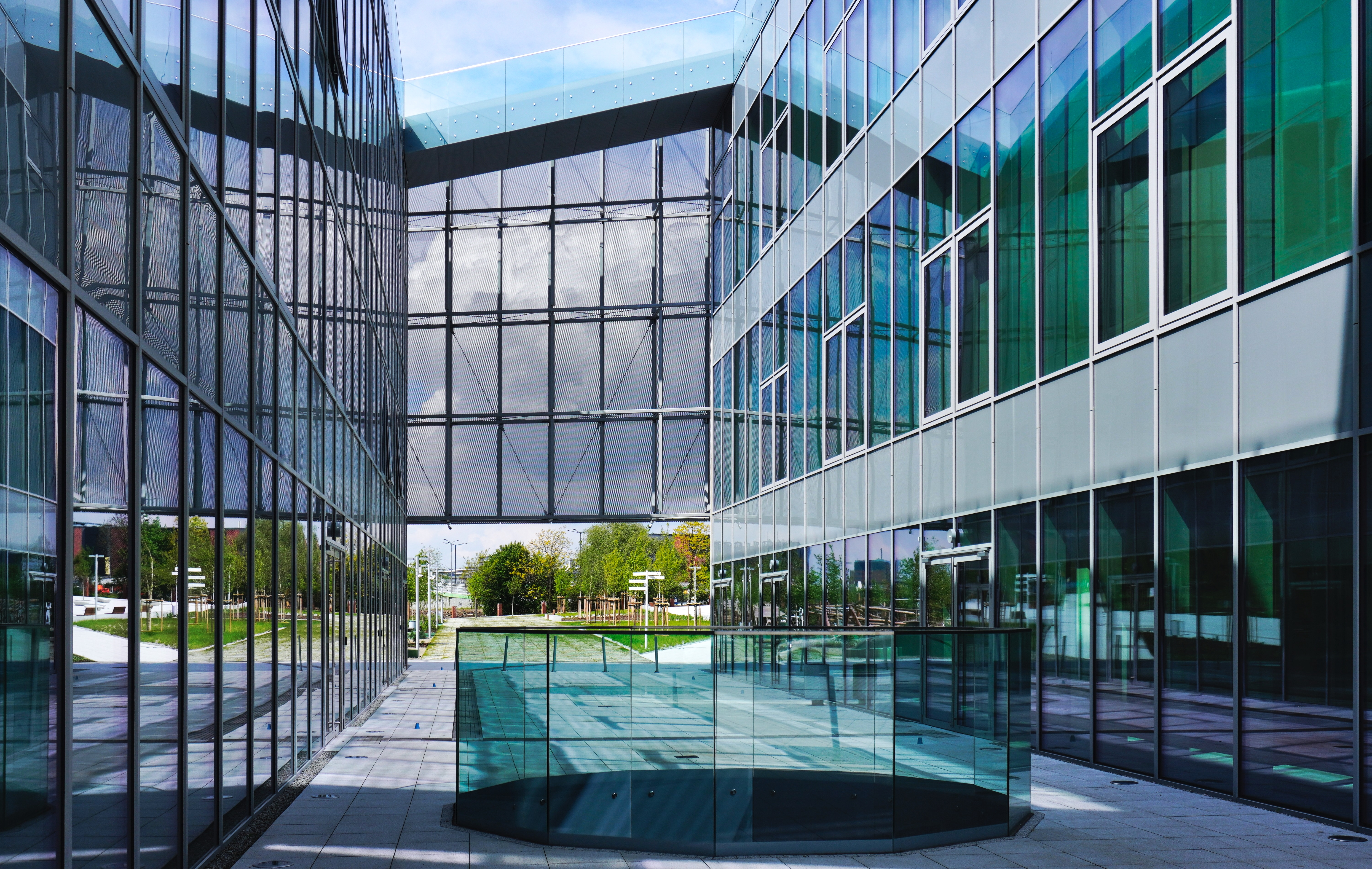
Patio
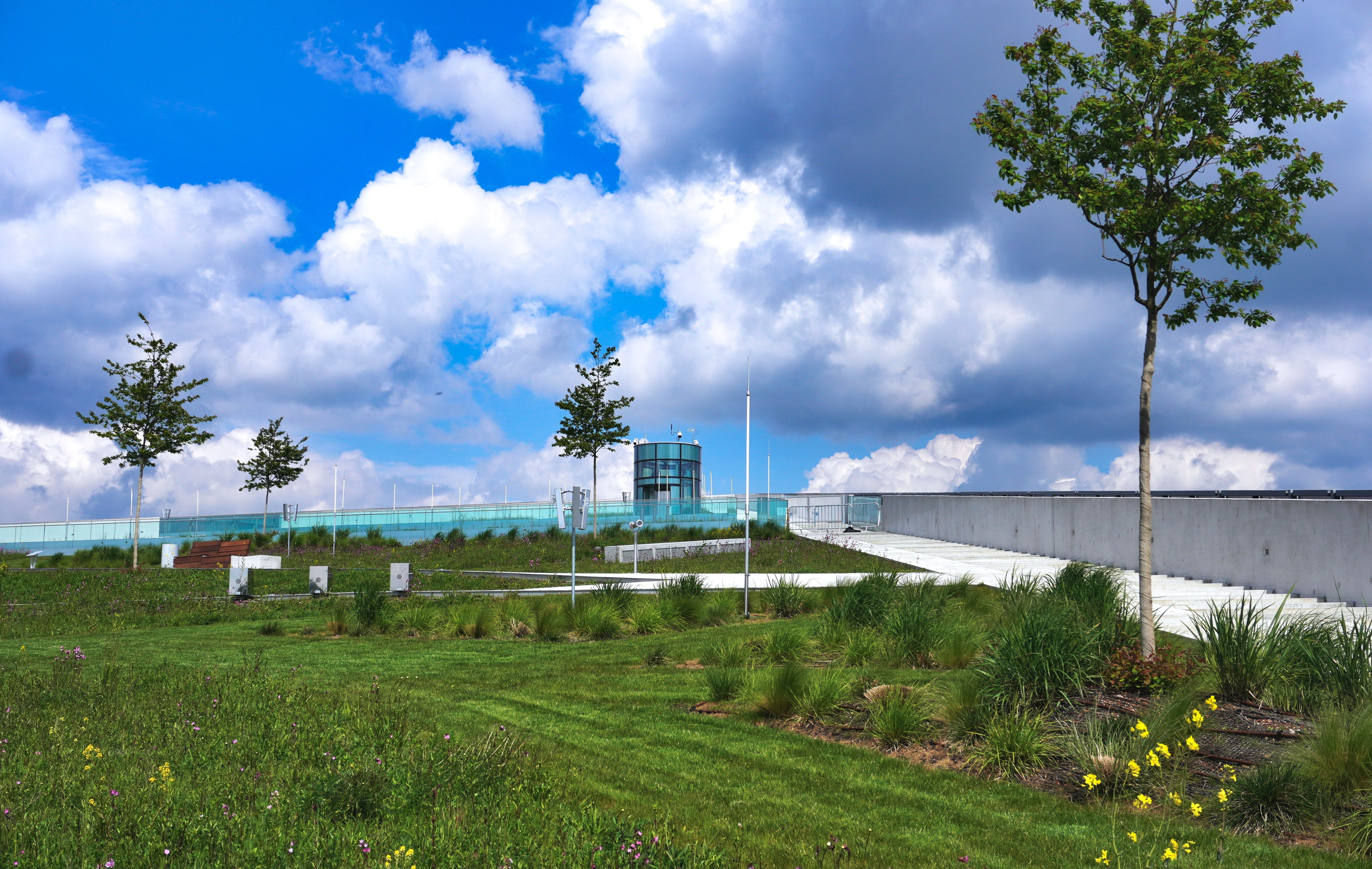
Ogród na dachu
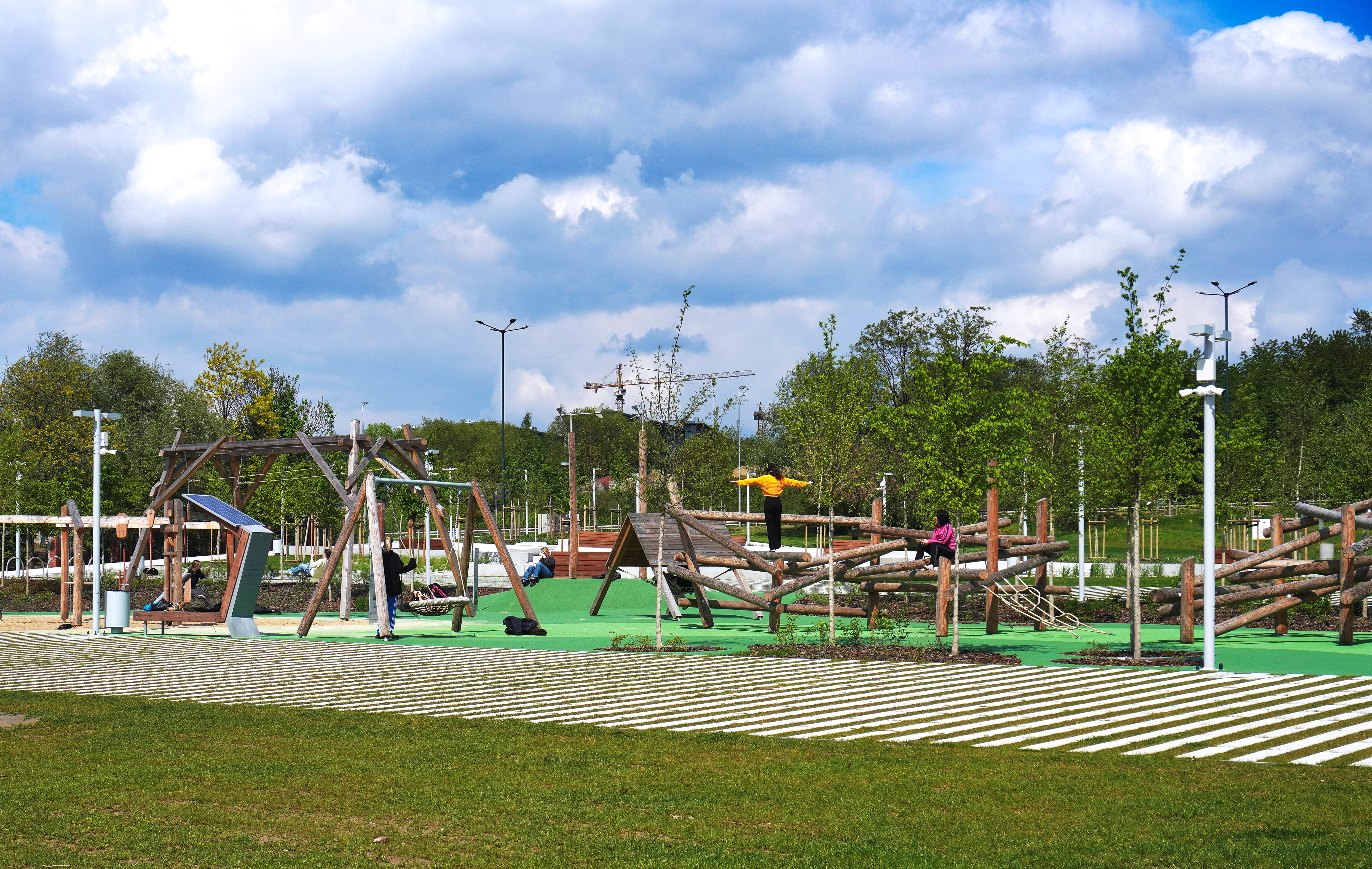
Plac zabaw w parku obok centrum